# Shing-Tung Yau
Shing-Tung Yau (Shantou, 4 de abril de 1949) es un matemático estadounidense nacido en China, conocido por sus trabajos en la geometría diferencial y en la variedad de Calabi-Yau.
Estudió matemáticas en la Universidad China de Hong Kong de 1966 a 1969 pero se graduó en la Universidad de California, Berkeley bajo la supervisión de Shiing-Shen Chern y Charles B. Morrey. Después, en 1971, recibió su doctorado en matemáticas. En 1974 se convirtió en profesor de la Universidad de Stanford, trasladándonse en 1979 al Instituto de Estudios Avanzados de Princeton. De 1984 a 1987 es profesor en UC Davis trasladándose ese año a Harvard.

## Biografía
Yau nació en Shantou, provincia de Guangdong, China con ascendencia hakka en Jiaoling, Guangdong, en una familia de ocho hijos. Cuando tenía solo unos meses, su familia emigró a Hong Kong, donde vivían en Yuen Long y Shatin. El padre de Yau, Chiou Chenying, era profesor de filosofía.
Después de graduarse de la Escuela Intermedia Pui Ching , estudió matemáticas en la Universidad China de Hong Kong de 1966 a 1969. Yau se fue a la Universidad de California, Berkeley en el otoño de 1969, donde recibió su Ph.D. en matemáticas dos años después, bajo la supervisión de Shiing-Shen Chern. Pasó un año como miembro del Instituto de Estudios Avanzados en Princeton antes de unirse a la Universidad de Stony Brook en 1972 como profesor asistente. En 1974, se convirtió en profesor asociado en la Universidad de Stanford. Yau tiene ciudadanía estadounidense desde 1990.
De 1984 a 1987 trabajó en UCSD. Desde 1987, ha estado en la Universidad de Harvard. También está involucrado en las actividades de los institutos de investigación matemática en Hong Kong y China continental. Además de sus intereses de investigación, es activo en iniciativas de reforma educativa para las matemáticas de primaria y secundaria en China, y sus críticas al sistema educativo de China continental, la corrupción en el mundo académico en China continental y la calidad de la investigación matemática. y educación, han sido ampliamente publicitados.

## Contribuciones a las matemáticas
Duong Hong Phong de la Universidad de Columbia ha comentado sobre la influencia de la investigación de Yau en el análisis geométrico.

### Trabajos en conjeturas

#### Conjetura de Calabi
La solución de Yau a la conjetura de Calabi, con respecto a la existencia de una métrica de Einstein-Kähler, tiene consecuencias de gran alcance. La existencia de tal métrica única canónica permite dar representantes explícitos de clases características. Las variedades de Calabi-Yau son ahora fundamentales en la teoría de cuerdas, donde la conjetura de Calabi proporciona una pieza esencial en el modelo.
En la geometría algebraica, la conjetura de Calabi implica la desigualdad Miyaoka-Yau en el número de superficies Chern, una caracterización del plano proyectivo complejo y los cocientes de la bola bidimensional de la unidad compleja, una clase importante de variedades Shimura.
Yau también hizo una contribución en el caso de que el primer número de Chern c1 > 0, y conjeturó su relación con la estabilidad en el sentido de la teoría geométrica invariante en la geometría algebraica. Esto ha motivado el trabajo de Simon Donaldson en la curvatura y estabilidad escalar. Otro resultado importante de Donaldson-Uhlenbeck-Yau es que un paquete vectorial holomorfo es estable (en el sentido de David Mumford ) si y solo si existe una métrica de Hermitian-Yang-Mills en él. Esto tiene muchas consecuencias en la geometría algebraica, como la caracterización de ciertos espacios simétricos, las desigualdades numéricas de Chern para paquetes estables y la restricción de los grupos fundamentales de una variedad de Kähler.

#### Conjetura de masa positiva y existencia de agujeros negros
Yau fue pionero en el uso de superficies mínimales para estudiar la geometría y la topología. Al analizar cómo se comportan las superficies minimales en el espacio-tiempo, Yau y Richard Schoen demostraron la conjetura de larga data de que la masa total en la relatividad general es positiva.
Este teorema implica que el espacio-tiempo plano es estable, un tema fundamental para la teoría de la relatividad general. Brevemente, la conjetura de masa positiva dice que si una variedad tridimensional tiene una curvatura escalar positiva y es asintóticamente plana, entonces la constante que aparece en la expansión asintótica de la métrica es positiva. Una continuación del trabajo anterior conduce a otro resultado en la relatividad probada por Yau, un teorema de existencia para agujeros negros. Yau y Schoen continuaron su trabajo en variedades con curvatura escalar positiva, lo que condujo a la solución final de Schoen del problema de Yamabe.

#### Conjetura de Smith
Yau y William H. Meeks resolvieron la conocida pregunta de si la solución de Douglas de un disco mínimo para una curva externa de Jordan, el problema de Plateau, en espacios tridemensionales, siempre está incrustada si la curva límite es un subconjunto de un límite convexo. Luego probaron que estas superficies mínimales integradas son equivalentes para las acciones grupales finitas. Combinando este trabajo con un resultado de William Thurston, Cameron Gordon reunió una prueba de la conjetura de Smith: para cualquier grupo cíclico que actúe sobre una esfera, el conjunto de puntos fijos no es una curva anudada.

#### Conexión de Hermitian Yang-Mills y paquetes de vectores estables
Yau y Karen Uhlenbeck demostraron la existencia y singularidad de las métricas Hermitian-Einstein (o conexiones Hermitian Yang-Mills equivalentes) para paquetes estables en cualquier variedad Kähler compacta, extendiendo un resultado anterior de Donaldson para superficies algebraicas proyectivas, y M. S. Narasimhan y C. S. Seshadri para curvas algebraicas Tanto los resultados como los métodos de este documento han influido en partes de la geometría algebraica y la teoría de cuerdas. Este resultado ahora se llama el Teorema de Donaldson-Uhlenbeck-Yau.

#### Conjetura Frankel
Yau con Yum-Tong Siu demostraron la conjetura de Frankel de 1981 en geometría compleja, afirmando que cualquier variedad de Kähler compacta positivamente curva es biholomórfica al espacio proyectivo complejo. Una prueba independiente fue dada por Shigefumi Mori, usando métodos de geometría algebraica en características positivas.

#### Conjetura Espejo
Con Bong Lian y Kefeng Liu, Yau probó las fórmulas especulares conjeturadas por los teóricos de cuerdas. Estas fórmulas dan los números explícitos de curvas racionales de todos los grados en una gran clase de variedades de Calabi-Yau, en términos de las ecuaciones de Picard-Fuchs de los colectores especulares correspondientes. Givental había bosquejado anteriormente una prueba de las fórmulas espejo en un artículo sobre "invariantes equivalentes Gromov-Witten" (Internat Math. Res. Notices 1996), pero su argumento contenía lagunas sustanciales y argumentos equivocados. Algunos de estos fueron corregidos y se agregaron nuevas ideas clave para dar una prueba completa en el documento de Lian-Liu-Yau.

### Nuevos métodos y conceptos

#### Estimaciones de gradiente y desigualdades de Harnack
Yau desarrolló el método de estimaciones graduales para las desigualdades de Harnack. Este método ha sido utilizado y perfeccionado por Yau y otros matemáticos para atacar, por ejemplo, los límites en el kernel de calor. A principios de 1981, Yau sugirió a Richard S. Hamilton que utilizara el flujo de Ricci para realizar naturalmente la descomposición canónica de una variedad tridimensional en piezas, cada una de las cuales tiene una estructura geométrica, en la conjetura Thurston. Hamilton amplió sus resultados, lo que llevó a la desigualdad de Li-Yau-Hamilton para las ecuaciones de flujo de Ricci.
Las estimaciones de gradientes también se usaron en el trabajo conjunto de Yau con Shiu-Yuen Cheng para dar una prueba completa del problema de Hermann Minkowski de la mayor dimensión y el problema de Dirichlet para la ecuación real de Monge-Ampère, y otros resultados de la métrica de Kähler-Einstein en dominios pseudoconvexo.

#### Uniformización de variedades complejas
Cuando Yau era un estudiante graduado, comenzó a generalizar el teorema de uniformización de las superficies de Riemann a las variedades Kähler complejas de mayor dimensión . Para una variedad compacta con curvatura biseccional positiva, la conjetura de Frankel, probada por Siu y Yau, e independientemente por Mori, muestra que es un espacio proyectivo complejo. Yau propuso una serie de conjeturas cuando la variedad no es compacta e hizo contribuciones para sus soluciones. Por ejemplo, cuando la curvatura biseccional es positiva, debe ser biholomorfica en Cn.

#### Mapas armónicos y rigidez
Cuando Yau estaba trabajando en su tesis sobre variedades con curvatura no positiva y sus grupos fundamentales, se dio cuenta de que es posible usar mapas armónicos para dar pruebas alternativas de algunos resultados allí. Conocía el teorema de rigidez de Mostow para espacios localmente simétricos, que utilizó para demostrar la singularidad de la [Variedad compleja`| estructura compleja]] de cocientes de bolas complejas. Propuso que los mapas armónicos se utilicen para demostrar la rigidez de la estructura compleja de las variedades de Kähler con curvatura fuertemente negativa , un programa que fue llevado a cabo con éxito por Yum-Tong Siu. Este método, el método Siu-Yau, se ha ampliado para demostrar fuertes y súper-rigideces de muchos espacios localmente simétricos.

#### Subvariedades mínimas
Yau ha utilizado subvariedades mínimas en sus soluciones de la conjetura de masa positiva, la conjetura de Smith y la conjetura de Frankel, entre otras. Muchos otros matemáticos desde entonces han aplicado superficies mínimales a otros problemas. La introducción de Mikhail Gromov de curvas pseudo-holomorfas en geometría simpléctica también ha tenido un impacto importante en este campo.

### Problemas abiertos
Yau compiló un conjunto influyente de problemas abiertos en geometría .

#### Existencia de superficies mínimas
Se sabe que cualquier superficie cerrada posee infinitamente muchas geodésicas cerradas . El primer problema en la sección de subvariedades mínimas de la lista de Yau se pregunta si cualquier compuerta triple cerrada tiene infinitamente muchas superficies mínimas cerradas lisas sumergidas . En ese momento se conocía de la teoría min-max de Almgren-Pitts la existencia de al menos una superficie mínima. Kei Irie, Fernando Codá Marques y André Neves hicieron progresos recientes en este problema en el caso genérico . [9]

#### Funciones armónicas con crecimiento controlado
Uno de los problemas de Yau se trata de funciones armónicas limitadas y funciones armónicas en variedades de crecimiento polinomial no compactas . Después de probar la inexistencia de funciones armónicas limitadas en variedades con curvaturas positivas , propuso el problema de Dirichlet en el infinito para funciones armónicas limitadas en variedades negativamente curvadas, y luego procedió a funciones armónicas de crecimiento polinomial. Dennis Sullivan cuenta una historia sobre la intuición geométrica de Yau y cómo lo llevó a rechazar una prueba analítica de Sullivan. Michael Anderson encontró de forma independiente el mismo resultado sobre la función armónica limitada en colectores curvados negativamente conectados utilizando una construcción geométrica de convexidad.

#### Rigidez de rango de variedades curvas no positivas
Nuevamente motivado por el fuerte teorema de rigidez de Mostow, Yau pidió una noción de rango para las variedades generales extendiendo la de los espacios simétricos locales, y pidió propiedades de rigidez para las métricas de mayor rango . Advances en esta dirección han sido realizados por Ballmann , Brin y Eberlein en su trabajo sobre variedades curvadas no positivas , teoremas de rigidez métrica de Gromov y Eberlein para espacios localmente simétricos de mayor rango y la clasificación de variedades cerradas de curvatura no positiva de Ballmann y Burns-Spatzier. Esto deja el rango 1 de variedades de curvatura no positiva como el foco de la investigación. Se comportan más como variedades de curvatura negativa, pero siguen siendo poco entendidos en muchos aspectos.

#### Métrica de Kähler-Einstein y estabilidad de variedades
Se sabe que si una variedad compleja tiene una métrica de Kähler-Einstein , entonces su paquete tangente es estable. Yau se dio cuenta a principios de los años ochenta de que la existencia de métricas especiales en las variedades de Kähler es equivalente a la estabilidad de las variedades . Varias personas, entre ellas Simon Donaldson, han progresado para comprender esa relación.

#### Simetría de espejo
Ha colaborado con teóricos de cuerdas, incluidos Strominger, Vafa y Witten, y como doctores postdoctorales de física teórica con B. Greene, E. Zaslow y A. Klemm. La hipótesis Strominger-Yau-Zaslow consiste en construir colectores de espejos explícitos. David Gieseker escribió sobre el papel fundamental de la conjetura de Calabi al relacionar la teoría de cuerdas con la geometría algebraica, en particular para los desarrollos de la hipótesis SYZ, la conjetura de espejo y la conjetura de Yau-Zaslow.

## Premios
Ha recibido numerosos premios y reconocimientos a lo largo de su vida. Entre ellos destaca la Medalla Fields que le otorgó la Unión Matemática Internacional en 1982. Otros premios son el MacArthur en 1984 y el Premio Crafoord en 1994, además de la National Medal of Science entregada por el Presidente de los Estados Unidos.